# Zibou
Zibou est une localité de l'Extrême-Nord du Cameroun. Elle dépend de l'arrondissement de Moutourwa et du département de Mayo-Kani. La localité se situe à environ 8 km au sud de Moutourwa et à proximité de la frontière avec le Tchad.

## Transport
La localité est reliée à la route reliant Garoua à Maroua (plus précisément la nationale 1) et n'est qu'à environ 6 min en voiture de Moutourwa.

## Population
En 1970, le village comptait 703 habitants, principalement des Guiziga. À cette date un marché hebdomadaire s'y tenait le vendredi.
Lors du recensement de 2005, la population s'élevait à 1 305 personnes.